# Holaspis
Holaspis – rodzaj jaszczurek z rodziny jaszczurkowatych (Lacertidae).

## Zasięg występowania
Rodzaj obejmuje gatunki występujące w Afryce Subsaharyjskiej.

## Systematyka

### Etymologia
Holaspis: gr. ὁλος holos „kompletny, cały”; ασπις aspis, ασπιδος aspidos „tarcza”.

### Podział systematyczny
Do rodzaju należą następujące gatunki: 
- Holaspis guentheri J.E. Gray, 1863 – piłogonka okienkooczna[6]
- Holaspis laevis Werner, 1896
- Holaspis ngalangi Parrinha, Marques, Gonçalves, Tiutenko, Bauer & Ceríaco, 2025